# Dorin Damir
Dorin Damir (n. 20 martie 1972, Nișcani, raionul Călărași) este un om de afaceri și promotor sportiv din Republica Moldova, președinte al asociației FEA (Fighting & Entertainment Association) și al UFSC (Uniunea Federațiilor Sporturilor de Contact din Republica Moldova).

## Biografie

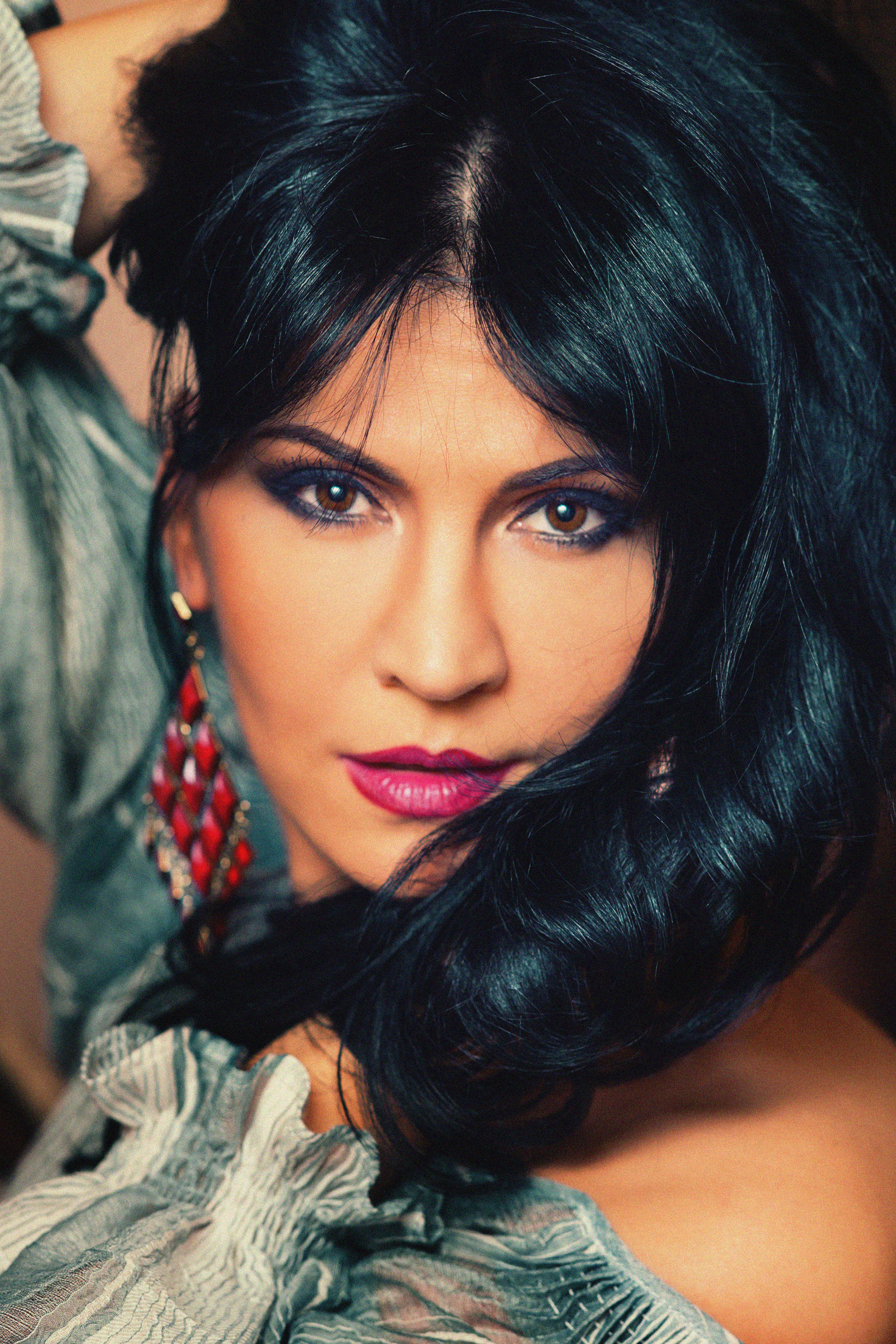
Larisa Busuioc, soția lui Dorin Damir

Dorin Damir s-a născut pe 20 martie 1972, în satul Nișcani din raionul Călărași, RSS Moldovenească, URSS. A învățat la școala medie din sat, pe care a absolvit-o în 1987. În 1991 a absolvit Colegiu de Vinificație din Republica Moldova. În 1991 devine cadet la Academia De Poliție "Ștefan Cel Mare" din Chișinău. După Academia de Poliție a lucrat în forțele speciale a Ministerului Afacerilor de Interne - (Departamentul pentru Combaterea Crimei Organizate și Corupției). În 2002 trece în rezervă, tot în același an începe a lucra în domenii precum afaceri, securitate, investiții și consulting. Obține diplomă de absolvire a Universității de Stat din RM la specialitatea Relații Economice Externe. Obține titlul de Master în Business și Administrare în Sport la aceeași universitate. În 2005 devine vicepreședinte al federației de JUDO din Republica Moldova. În anul 2012 a fost ales vice-președinte al Federației Mondiale K-1 de Amatori (WAK-1F) și în același an, fondează Federația Mondială K-1 de amatori din Republica Moldova. A fost căsătorit cu Ina Damir cu care are o fiica Gabriela Damir. Iar în prezent este căsătorit cu interpreta Larisa Busuioc și are doi copii cu ea: Michelle și Artiom Damir. Dorin Damir este finul politicianului și omului de afaceri Vlad Plahotniuc.

## Realizările sportive
- O centura neagră 1 dan taekwondo,
- Instructor de luptă
- Până în prezent practica box și Muay Thai.

## FEA Kickboxing
În 2009 Dorin Damir fondează asociația FEA (Fighting & Entertainment Association), scopul căreia este promovarea și dezvoltarea artelor marțiale, precum și promovarea unui stil de viață sănătos în rândul tinerilor și copiilor. Activitatea FEA se desfășoară prin organizare turneelor profesioniste internaționale și propulsarea luptătorilor locali talentați în ringurile mondiale. În 2009 a organizat primul turneu FEA, la care au participat luptători din Moldova în categoria de până la 84 kg. FEA Kickboxing este unul dintre cele mai populare proiecte marca FEA. Constă în organizarea turneelor de arte marțiale profesioniste după regulile K-1, aflându-se în top 2 mondial privind nivelul de organizare și calitatea imaginii. Anual se organizează 3-4 evenimente de acest gen, la Chișinău, Moldova. Completarea fightcard-ului se pornește ținând cont de 6 categorii de greutate: -65 kg, -71 kg, -77 kg, -85 kg, -95 kg și +95 kg. În cadrul competițiilor participă sportivi din țări precum Polonia, România, Germania, Olanda, Rusia, Belarus. Franța, Spania, Ucraina, Grecia, Cipru, Maroc, Suriname, Turcia, Japonia, Italia, Bulgaria, Ungaria, Azerbaidjan, Noua Guinee și alte țări. 
Împreună cu partenerii europeni și japonezi a fondat un proiect numit KOK (King of Kings - regele regilor), de asemenea după regulile K-1. 
În trecut, turneele puteau fi urmările la canale de televiziune precum FightBox, Fightsports și Eurosport. În prezent FEA are propria platformă de transmisiune live, www.feafights.tv. 

### Competiții organizate[2]
1. GRAND PRIX FEA 2009 K-1 rules

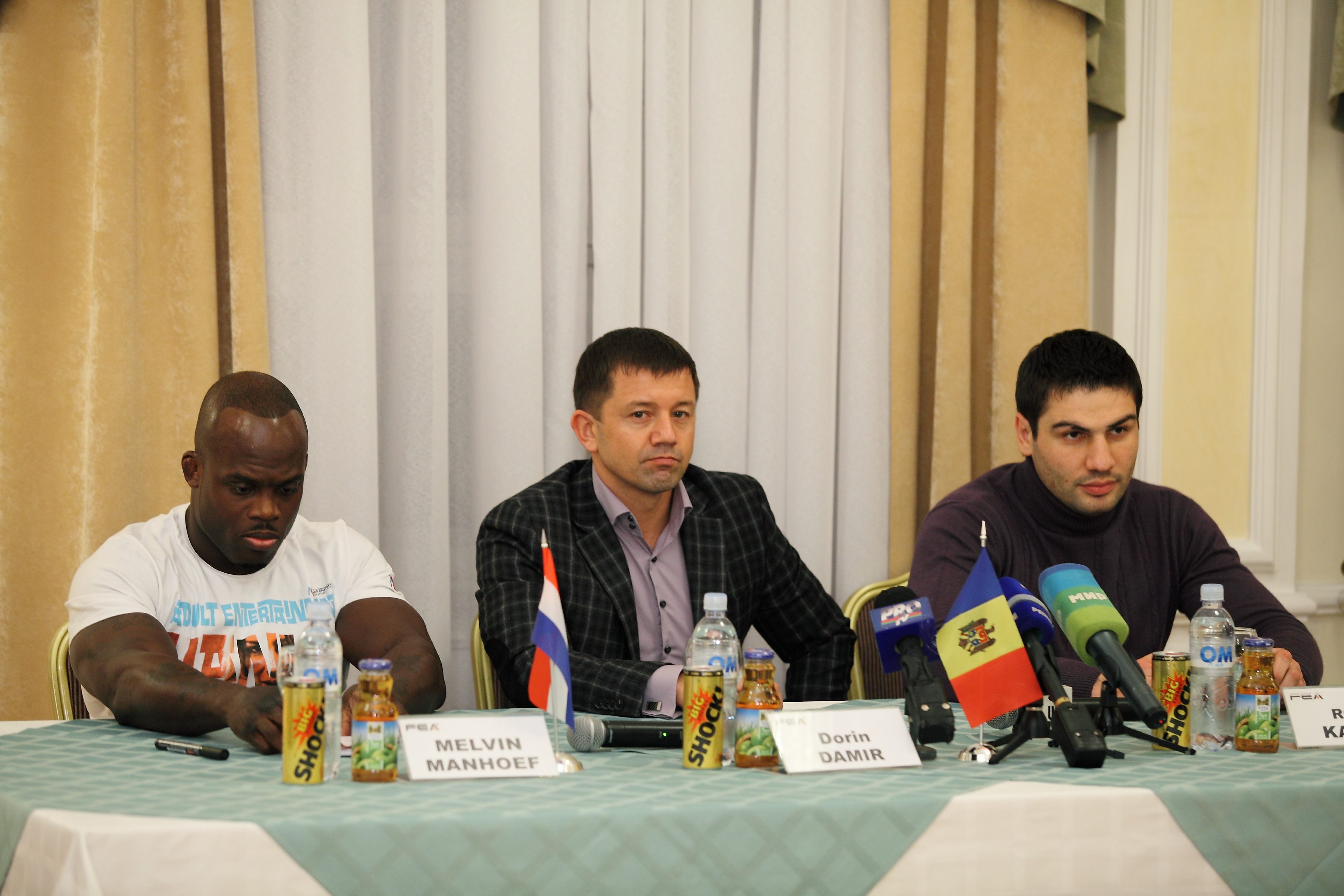
Melvin Manhoef, Dorin Damir și Rurslan Karaev

2. FEA presents BUSHIDO FC IN MOLDOVA 2010 Moldova VS Europe
3. K-1 PRESENTS K.O.K. WORLD GRAND PRIX 2010 IN CHISINAU
4. FEA PRESENTS K.O.K. EUROPE GRAND PRIX 2011
5. K.O.K. WORLD GRAND PRIX 2011 LIGHT HEAVYWEIGHT 83 kg
6. FEA PRESENTS "FIGHTING EAGLES" EUROPE SERIES K-1 & MMA RULES 2011
7. "K.O.K. EUROPE GRAND PRIX 2012 Light Welterweight 63 kg»
8. "FEA PRESENTS Vol. 8 KOK WORLD GP 2012 LIGHTWEIGHT TOURNAMENT”
9. FEA PRESENTS Vol. 9 "FIGHTING EAGLES" EUROPE SERIES K-1 & MMA RULES 2012
10. FEA presents Vol. 10 K-1 WORLD GP 2013 LIGHT HEAVYWEIGHT Tournament in Moldova.
11. FEA presents Vol. 11 KOK WORLD GP 2013 Middleweight Tournament in CHISINAU.
12. FEA presents Vol. 12 EAGLES KOK WORLD SERIES 2013
13. FEA presents Vol. 13 KOK WORLD GP 2014 Middleweight Tournament in CHISINAU.
14. FEA presents KOK WORLD GP 2014 in CHISINAU 19 September 2014 Vol. 21
15. FEA presents Vol. 25 KOK WORLD GP HEAVYWEIGHT TOURNAMENT EAGLES SERIES 2014 in MOLDOVA
16. KOK WORLD GP Middleweight Tournament 2015 in MOLDOVA Vol. 27 April 4
17. KOK WGP 2015 Heavyweight Tournament EAGLES SERIES in Moldova. Septempber 26th
18. KOK WGP 2015 Welterweight Tournament EAGLES SERIES in Moldova 19/12/15/.Vol.32
19. KOK WGP 2016 Middleweight Tournament in Moldova. Vol. 37 April 9.
20. FEA presents KOK WORLD GP 01.10.16
21. KOK WORLD GP 2016 in MOLDOVA Vol.42 December 10
22. KOK WORLD GP 2017 in MOLDOVA Vol.46 April 1st
23. KOK WORLD GP 2017 in MOLDOVA Vol.48 September 30th
24. KOK WORLD GP 2017 in MOLDOVA Vol. 53 December 9th
25. KOK WORLD GP 2018 in MOLDOVA Vol, 56 March 24th
26. FEA WORLD GP vol.26 October 6th 2018[3]
27. FEA  27 K-1 Rules December 8th. 2018
28. FEA WGP vol.28. March 30th, 2019.
29. FEA WORLD GP ODESSA 24 August 2019
30. FEA KICKBOXING WGP the 7th Dec 2019
31. FEA KICKBOXING RESET 13.03.2021
32. FEA KEEPGRINDING 13.11.2021

## EAGLES FIGHTING CHAMPIONSHIP
În anul 2016 a creat proiectul EAGLES FC, turneu de arte marțiale în cușcă, după regulile MMA, care a avut loc pentru prima dată la 27 februarie 2016. Între timp, acesta a devenit unul dintre cele mai populare proiecte MMA din Europa. Timp de 2 ani a organizat 10 evenimente, incluzând luptători profesioniști din România, Ucraina, Belarus, Rusia, Venezuela, Ungaria, Uzbekistan, Azerbaidjan, Lituania, Maroc, Spania, Italia, Statele Unite ale Americii, Franța, Kazahstan, Polonia, Georgia, Brazilia, etc. Fiecare turneu include de la 12 până la 18 lupte în diferite categorii de greutate și până în acest moment, au fost desemnați 9 campioni.

## Turnee EAGLES FC[4]
1. EAGLES 1 Fighting Championship 27th of  February 2016
2. EAGLES 2 Elimination Tournament & Fighting Championship 27th of May 2016
3. EAGLES 3 Elimination Tournament & Fighting Championship 14th of November 2016.
4. EAGLES 4 Elimination Tournament & Fighting Championship 18th of  February 2017
5. EAGLES 5 Elimination Tournament & Fighting Championship 20th of May 2017
6. EAGLES 6 Russia VS Moldova 24th of June 2017
7. EAGLES 7 Elimination Tournament & Fighting Championship 4th of November 2017
8. EAGLES MMA IX May 26th 2018
9. EAGLES 10 MMA Elimination Tournament & Fighting Championship November 3 2018
10. EAGLES 11 Elimination Tournament & Fighting Championship February 15th 2019
11. EAGLES ELIMINATION SUMMER EDITION June 22nd 2019
12. EAGLES ELIMINATION 26 OCTOBER 2019
13. EAGLES NEXT LEVEL. 15.02.2020
14. EAGLES RESET March 13th 2021
15. EAGLES FC DANGER ZONE November 13th 2021

## FEA CHAMPIONSHIP
În perioadă 2009-2022 FEA a organizat evenimente mixte, care includeau atât lupte K-1 cât și MMA. Prin urmare, cu scopul de a conferi o identitate unică celor două proiecte ale sale, FEA Kickboxing și Eagles Fighting Championship, turnee profesioniste după regulile K-1 și, respectiv, MMA, în 2022, echipa FEA a decis să vină cu puține schimbări de imagine. Astfel, FEA Kickboxing și Eagles Fighting Championship, devin același brand, FEA Championship care include lupte K-1, Muay Thai, și MMA.

### Turnee FEA CHAMPIONSHIP
1. FEA CHAMPIONSHIP. LOADING TOURNAMENT. September 17, 2022. Circus Chișinău, Chișinău, Moldova.
2. FEA Championship Full-Drive!. December 17, 2022. Ciorescu Futsal Arena. Chișinău, Moldova.
3. FEA CHAMPIONSHIP TAKE OFF !  April 8, 2023. Ciorescu Futsal Arena. Chișinău, Moldova.
4. FEA FEA «EQUINOX»! September 23, 2023. Ciorescu Futsal Arena. Chișinău, Moldova.
5. FEA FEA «LEGACY»! March 30, 2024. Ciorescu Futsal Arena. Chișinău, Moldova

## UFSC
La sfârșitul anului 2018 a fondează UFSC - Uniunea Federațiilor Sporturilor de Contact din Republica Moldova, fiind ales președinte al acesteia. A creat această uniune cu scopul  promovării și dezvoltării sporturilor de contact în Republica Moldova, crearea unei platforme de comunicare între federațiile vizate, aprobarea unui grafic comun al evenimentelor sportive anuale, lobarea intereselor federațiilor în fața structurilor de stat și internaționale, promovarea celor mai buni sportivi amatori în proiectele profesioniste mondiale. 
La ziua fondării, uniunea a fost formată între:
• FEA – Fighting Entertainment Association – ligă profesionistă, președinte, Dorin Damir; 
• Federației Mondială K-1 de Amatori (WAK-1F) – președinte, Octavian Orheianu;
• Federația Națională de Box Thailandez Muaythai din RM (IFMA) – președinte, Artur Grosu;
• Federația Națională de Arte Marțiale Mixte – președinte, Ion Gheorghiu;
• Federația Națională de Kickboxing – președinte, Tudor Gorea;
• Federația de Grappling- ADCC – președinte, Eugen Petrachi;
• Federația de Jiu-Jitsu – președinte, Roman Babii.